# Холодний дім
«Холодний дім» (англ. Bleak House) — дев'ятий роман англійського письменника Чарлза Дікенса; виходив у вигляді фейлетонів із березня 1852 року по вересень 1853. Окремим виданням був опублікований 1853 року. Ілюстрації до цього видання робив «Фіз».
«Холодним домом» називається будинок головного героя Джарндиса, персоніфікація якого «робить його одним із головних персонажів роману».

## Сюжет
Історія розказується від імені двох осіб — Естер Саммерстон (перша особа) та традиційного оповідача у книгах вікторіанської доби (третя особа).

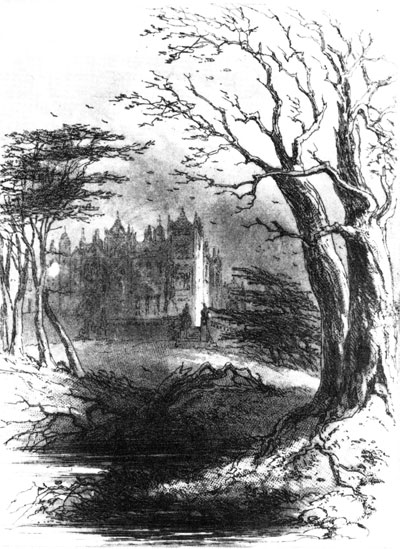
«Холодний дім»

Естер Саммерстон (Esther Summerson) — дівчинка-сирота, яка живе у Віндзорі, у будинку міс Барбері, яка є їй хресною та тіткою. Дівчинка нічого не знає про свою матір, тітка виховує її дуже суворо, без ласки, тому Естер почувається самотньою. Коли Естер виповнилося чотирнадцять років, міс Барбері помирає, а дівчину відправляють на навчання до пансіону міс Донні у місті Редінг. Справами сироти займається контора містера Кенджі, який представляє її благодійника містера Джона Джарндиса (John Jarndyce). Естер називає його «опікуном». ЇЇ навчання триває шість років, а по його закінченні вона стає компанйонкою Аді Клейр (Ada Clare), кузині Джарндиса. Одночасно вона знайомиться із Річардом Карстоном (Richard Carstone). Річард та Ада є підопічними Джарндиса. Разом вони вирушають до маєтку опікуна, який має назву «Холодний дім». Раніше він називався «Шпилі», а нову «незатишну» назву отримав після початку багаторічної судової справи щодо спадку «Джарндиси проти Джарндисів», заплутаність якої спричинила самогубство Тома Джарндиса, двоюрідного діда Джона Джарндиса.
Канцлерський суд, який веде справу «Джарндиси проти Джарндисів», було створено ще за Річарда II. Ця інстанція відзначалася такою тяганиною та зловживаннями, що судові процеси затягувалися на десятиліття, за цей час вмирали позивачі, свідки, змінювалися адвокати, збиралися купи паперів. Джон Джарндис намагається не думати про судову справу, що вже коштувала життя не одній людині.
Паралельно історія знайомить із сером Лестером Дедлоком (Leicester Dedlock) та його дружиною, значно молодшою за нього. Леді є дуже популярною, світська хроніка відзначає кожен її крок. Естер випадково зустрічається із леді Дедлок, надзвичайна схожість якої на неї дуже її хвилює. Цю схожість помітив і Вільям Гаппі (William Guppy), службовець контори Кенджі, яка займалася справою Естер для містера Джарндиса. Він освідчується дівчині, але отримує відмову. Отримавши докази, що Естер є позашлюбною дочкою леді Дедлок та капітана Гоудона, він розповідає про це леді Дедлок.
Естер закохується в молодого лікаря Аллена Вудкорта (Allan Woodcourt), скрутне становище якого змушує його погодитися на посаду корабельного лікаря й помандрувати до Індії та Китаю. Дівчина намагається переконати себе, що разом їм не бути, а отже їй не потрібно засмучуватися. Згодом вона захворіла на віспу, що спотворила її обличчя, і тепер навіть думки про Аллена не може бути. Леді Дедлок зустрічається із нею після одужання, щоб розповісти про таємницю її народження, про те, що вона сама тільки нещодавно дізналася про її існування. І про те, що цей секрет потрібно зберегти заради честі її чоловіка сера Лестера. Естер погоджується заради матері. І частково вона рада, що тепер її обличчя не видасть таємниці.
Естер приймає пропозицію Джона Джарндиса стати справжньою «господинею „Холодного дому“», адже вона глибоко його поважає. І не вважає, що може бути щось більше чи краще для неї. Вона любить свого опікуна.
Річард Карстон, кузен Ади, вирішує самостійно розв'язати справу «Джарндиси проти Джарндисів», розпочавши працювати в конторі Кенджі. Він подає апеляцію, щоб відсудити у сера Джона спадщину для себе і кузини Ади, у яку він закоханий. Наймає адвоката. Витрачає багато грошей. Ада з Річардом таємно вінчаються, переїжджають жити окремо. Судові тяганини забирають у нього здоров'я і він вмирає, навіть не побачивши свого майбутнього сина.
Тим часом юрист Талкінгхорн (Tulkinghorn), який працює на сера Лестера Дедлока, починає підозрювати про таємницю леді Дедлок. Він отримує докази цієї любовної історії, розказує все леді Дедлок, переконує її продовжувати зберігати таємницю заради спокою сера Лестера. Однак, уже невдовзі, Талкінгхорн розриває угоду з леді Дедлок і погрожує все розказати серу Лестеру. Наступного ранку Талкінгхорна знаходять мертвим, а підозра падає на леді Дедлок, яка вирішує втекти. Розслідування інспектора поліції Баккета виводять на колишню покоївку леді Дедлок, яку арештовують за вбивство. Сер Лестер просить знайти дружину, якій він усе пробачає. Інспектор вирішує спробувати знайти її через Естер. Їхні пошуки завершуються знахідкою тіла леді Дедлок біля кладовища для бідних, де було поховано й батька Естер. Дівчина дуже тяжко переживає це все, але бере себе в руки, адже вона обіцяла стати справжньою господинею для Холодного дому. І до останнього часу вона була впевнена, що йдеться про «Холодний дім» Джона Джарндиса, а не про «Холодний дім» з Алленом.

## Цікаві факти
- Можливо цей роман міг читати Шевченко[2].

## Виноски
1. ↑  Литовченко, 2011, с. 89.
2. ↑  Олександр Боронь (7 лютого 2012). Чи привабив Кобзаря «Холодний дім»?. Урядовий кур'єр. Процитовано 01 лютого 2015.